# Stazione di Musota
La stazione di Musota (六十谷駅?, Musota-eki) è una stazione ferroviaria della città di Wakayama, nella prefettura omonima in Giappone. La stazione è gestita dalla JR West e serve la linea Hanwa.

## Linee e servizi
JR West
■ Linea Hanwa

## Struttura
La stazione è costituita da due marciapiedi laterali con 2 binari in superficie.
| 1 | ■ Linea Hanwa | per Hineno, Ōtori, Tennōji e Osaka |
| 2 | ■ Linea Hanwa | per Kii e Wakayama                 |

## Stazioni adiacenti
| ≪           | Servizio                                         | ≫               |
| Linea Hanwa | Linea Hanwa                                      | Linea Hanwa     |
| ----------- | ------------------------------------------------ | --------------- |
| Kii         | Locale Rapido Regionale1 Rapido B Rapido Kishūji | Kii-Nakanoshima |
| Kii         | Rapido Rapido Diretto Rapido Kishūji2            | Wakayama        |

Note
1: Il Rapido Regionale ferma solo in direzione Osaka
2: Il Rapido Kishūji ferma solo la mattina e la sera